# Majda Sepe
Majda Sepe (rojena Bernard), slovenska pevka zabavne glasbe, * 2. julij 1937, Ljubljana, † 11. april 2006, Ljubljana
Njena mati je zapustila Primorsko zaradi fašističnega nasilja in bila uradnica v Ljubljani, njen oče je bil iz Škofje Loke in voznik rešilca, družina pa je živela na Ljubljanskem gradu. Majda Bernard se je učila baleta in izraznega plesa pri Meti Vidmar, bila je v nižji in srednji glasbeni šoli, v času šolanja na Gimnaziji Jožeta Plečnika se je učila petja pri Franciju Schiffrerju, ki je bil znan operni pevec in oče njenega bodočega moža. Že kot gimnazijka se je 1953 prijavila in bila sprejeta kot manekenka, njena manekenska kariera je trajala do vrhunca na modnih revijah pletenin v Moskvi, St. Petersburgu in v Rigi leta 1959. Na eni od modnih revij je spoznala tudi bodočega moža, Mojmirja Sepeta, ki je bil glasbenik v spremljevalnem orkestru. Že 19-letna je bila kot šolana pevka izbrana na avdiciji Ljubljanskega jazz ansambla, s katerim se je podala na enomesečno turnejo v Pariz. Leta 1956 se je z Mojmirom Sepetom poročila, leto kasneje se jima je rodila hči Polona. Po zaključku manekenske kariere se je posvetila izključno petju, predvsem popevki in šansonu. Leta 1960 je nastopila na Jazz festivalu na Bledu in postala ena najvidnejših pevk zlatega obdobja slovenske popevke. Na festivalu Slovenska popevka je nastopila vsa leta med 1962 in 1977, razen leta 1968. Leta 1972 je zmagala na Slovenski popevki s skladbo Med iskrenimi ljudmi (strokovna žirija), leta 1974 s skladbo Uspavanka za mrtve vagabunde (mednarodna žirija, občinstvo), leta 1976 pa je dobila 1. nagrado občinstva za pesem Pismo za Mary Brown.
1983 je na I. mednarodnem zabavnoglasbenem festivalu mediteranskih držav v Aleksandriji s pesmijo Toplo, hladno morje (Jure Robežnik – Dušan Velkaverh – Robežnik) osvojila 1. nagrado.

## Uspešnice
- Med iskrenimi ljudmi
- Ribič, ribič me je ujel (skupaj z Mojmirom Sepetom)
- Šuštarski most (priredba)
- Poj kitara mojega srca
- Pesem o pomladi in prijateljstvu

## Diskografija

### Singli
- Sirota/Šuštarski most (1970)
- Srce In Cigan / Regrat (1971)
- Vagabund / Mama (1971)
- Pokraj puta kuća žuta/Zbogom, zbogom ljubavi (1972)
- Uspavanka za mrtve vagabunde/Dober dan (1974)

### Albumi
- Majda Sepe, Vokalni ansambl "Do" i Ansambl Mojmira Sepeta, PGP RTB 1961
- Majda Sepe, ZKP RTVL 1971 (kaseta)
- Vse moje besede, Helidon 1978
- S teboj (dvojni CD skupaj z Mojmirom Sepetom) (2004)

## Nastopi na glasbenih festivalih

### Slovenska popevka
- 1962
  - Slika
  - Glas stare ure
  - Zemlja pleše - uvrstitev v finalni večer (nagrada za besedilo)
  - Pojdi spet na Bled - uvrstitev v finalni večer (3. nagrada občinstva, nagrada strokovne žirije za najboljšo glasbeno stvaritev)
- 1963
  - Drevo - uvrstitev v finalni večer (3. nagrada občinstva)
  - Modri valovi
  - Teenagerska balada
- 1964
  - Papirnati cvet
  - S teboj - uvrstitev v finale
- 1965
  - Začarani trikotnik
  - Mesečnik Anton
- 1966
  - Jasa v mesečini
  - Polnočna pravljica (3. nagrada strokovne žirije)
- 1967
  - Plaz
  - Sedi na oblak
- 1969: Ladja iz papirja
- 1970: Pesem o pomladi in prijateljstvu (3. nagrada občinstva, nagrada za aranžma)
- 1971: Lonec brez medu (3. nagrada občinstva, nagrada tednika Pavliha za besedilo, »ki z največ besedami najmanj pove«)
- 1972: Med iskrenimi ljudmi (Grand Prix mednarodne žirije (revija Stop), 1. nagrada strokovne žirije)
- 1973: Ljubljanske ulice
- 1974: Uspavanka za mrtve vagabunde (1. nagrada občinstva, 1. nagrada mednarodne žirije, zlati prstan revije Stop, nagrada za besedilo)
- 1975: Izpoved
- 1976: Pismo za Mary Brown (1. nagrada občinstva)
- 1977: Kadar te zavrne barska punca
- 1978: Kaj je ta ljubezen
- 1979: Šanson o staranju
- 1980: Ne ubežiš mi

### Melodije morja in sonca
- 1978: Ribič, ribič me je ujel (Mojmir Sepe - Gregor Strniša - Mojmir Sepe) - 3. nagrada občinstva
- 1979: Vrni se domov
- 1980: Pridi, pridi, beli moj spomin
- 1981: Gregorino
- 1982: Poj, kitara mojega srca - nagrada za najbolj priljubljeno pesem dotedanjih Melodij morja in sonca (Ribič, ribič me je ujel)
- 1984: Valovi in morje - nagrada za najboljši aranžma

### Opatija
- 1965: Zgodba ljubezni št. 9
- 1966; Gledam te / Odtrgala bom zelen list
- 1967: Nokturno
- 1968: Bil je soldat
- 1969: Človek, ki ga ni
- 1970: Rano popodne
- 1973: Nekoč, nekje
- 1974: Najin sin
- 1976: Gledam te
- 1978: Kje je tista trava
- 1979: Sreča
- 1980: Stihi mojega spomina

### Zagreb
- 1971: Ringa raja / Praznik ljubavi

### Beogradsko proleće
- 1962: Naše proleće
- 1963: Bele senke

### Karneval fest, Cavtat
- 1975: Kraljica noči

### Pesma leta
- 1967: Danes
- 1969: Tipi topi, tipi top
- 1972: Pokraj puta kuća žuta

### Festival vojničkih pesama
- 1970: Dolgolasi partizani
- 1971: Stara navada

### Krapina
- 1972: Kak ste čudni

### Split
- 1973: O, obalo moja
- 1977: Mornaru moj
- 1979: Čovik ča ga više nema
- 1984: Toplo, hladno morje

### Akordi Đerdapa
- 1970: Brodovi neka prolaze

### Vaš šlager sezone
- 1973: Prekasno

### Skopje
- 1974: Jas imav se

### Melodije Istre i Kvarnera
- 1986: Prozor prema jugu
- seznam slovenskih pevcev zabavne glasbe